# Kabuscorp Sport Clube do Palanca
Il Kabuscorp Sport Clube do Palanca è una società calcistica angolana. Attualmente gioca nella Girabola, la massima serie del campionato angolano di calcio. La sua sede è l'Estádio Municipal dos Coqueiros, i colori della squadra sono il bianco e il rosso.

## Storia
Il Kabuscorp do Palanca ebbe origine nel distretto municipale di Cazenga, dove il fine settimana i giovani residenti nei quartieri di Palanca, Rangel e di Cazenga erano soliti organizzare partite di calcio.
Così, dopo un po' di tempo, fu formata una squadra integrata da giovani di Cazenga e di Palanca che cominciarono a giocare partite amichevoli nella provincia di Luanda.
Col passare del tempo, il club fu riconosciuto ufficiale dalla Delegação Provincial dos Desportos, potendo così partecipare nei campionati provinciali, nazionali e internazionali.
Il club si è reso noto al di fuori dei confini nazionali per avervi militato nella stagione 2012 il calciatore brasiliano Rivaldo, insignito del pallone d'oro nel 1999.
Il club ha conquistato il titolo di campione nazionale nel 2013 e la Supercoppa d'Angola nel 2014.
Mediante il Presidente Bento dos Santos “Kangamba”, il Kabuscorp do Palanca svolge anche azioni in campo sociale, che sostengono gli sforzi del governo angolano, per garantire la migliore condizioni di vita degli angolani, soprattutto i più poveri.

## Palmarès

### Competizioni nazionali
- Girabola: 1

2013
- Supercoppa d'Angola: 1

2014

### Altri piazzamenti
- Girabola:

Secondo posto: 2011

## Organico

### Rosa 2013
| N. |                         | Ruolo | Calciatore     |
| -- | ----------------------- | ----- | -------------- |
| 1  | Angola (bandiera)       | P     | Hugo Marques   |
| 2  | RD del Congo (bandiera) | D     | Lelo           |
| 3  | RD del Congo (bandiera) | D     | Libengué       |
| 4  | Angola (bandiera)       | D     | Oliveira Velez |
| 5  | RD del Congo (bandiera) | C     | Tchicuma       |
| 6  | Angola (bandiera)       | D     | Pataca         |
| 7  | Angola (bandiera)       | D     | Lunguinha      |
| 8  | RD del Congo (bandiera) | C     | Kalobo         |
| 9  | Angola (bandiera)       | C     | Love           |
| 10 | RD del Congo (bandiera) | D     | Dax            |
| 11 | Angola (bandiera)       | C     | Seleó          |
| 12 | Angola (bandiera)       | P     | Abela          |
| 13 | RD del Congo (bandiera) | C     | Lami           |
| 14 | RD del Congo (bandiera) | A     | Mpele Mpele    |

| N. |                         | Ruolo | Calciatore     |
| -- | ----------------------- | ----- | -------------- |
| 15 | Angola (bandiera)       | D     | Buzin          |
| 16 | Angola (bandiera)       | C     | Fiston         |
| 17 | Angola (bandiera)       | C     | Milex          |
| 18 | Angola (bandiera)       | A     | Ndó            |
| 19 | Portogallo (bandiera)   | D     | Cláudio Borges |
| 20 | Angola (bandiera)       | A     | Sawú           |
| 21 | Angola (bandiera)       | C     | Breco          |
| 22 | Angola (bandiera)       | P     | Rubia          |
| 23 | Angola (bandiera)       | A     | Chora          |
| 24 | Angola (bandiera)       | D     | Lando          |
| 25 | Angola (bandiera)       | A     | Saviola        |
| 27 | RD del Congo (bandiera) | A     | Bokungu        |
| 31 | Angola (bandiera)       | D     | Kibeixa        |
|    | Angola (bandiera)       | D     | Roger          |